# Fun Factory
Fun Factory é um grupo de eurodance alemão, formado em 1993, originalmente composto por Balja, Steve, Rod D. e Smooth T.. O grupo fez sucesso em meados da década de 1990.

## História

### 1992–1995: Formação eNonStop! The Album
Fun Factory começou em 1990 como um projeto de estúdio do produtor alemão Rainer Kesselbauer. Neste ano, ele lançou um LP de som sintetizado intitulado "Fun Factory's Theme", através de uma pequena gravadora de Bremen, que não obteve sucesso. Em 1992, ele muda o estilo para o eurodance e o projeto ganha três membros: a cantora alemã de ascendência turca Balja (nome real — Balca Tözün); o rapper e bailarino Smooth T (nome real - Toni Cottura) e seu parceiro de dança, o alemão Steve (nome real - Stephan Browarezyk). O grupo foi completado com a entrada de rapper norte-americano Rod D (nome real - Rodney Hardison).
Em 1993, o grupo fez sua estreia com o single "Groove Me". Com sua mistura altamente explosiva de elementos do pop, dance, rap, tecno e reggae, o Fun Factory alcança fama internacional. "Groove Me" alcança o nº. 1 na parada dance de Israel.
Em 1994, o grupo lança o segundo e o terceiro single, "Take Your Chance" (3º na parada dance de Israel) e "Close To You" respectivamente, antes de lançarem o álbum de estreia, NonStop! The Album. Em 1995 foi lançada uma versão para o mercado norte-americano, intitulada Close To You.
Antes de seu lançamento, a vocalista Balja foi substituída pela cantora francesa Marie-Anett Mey, mas seus vocais são ouvidos em todo o álbum e Balja ainda pode ser vista no vídeo de "Groove Me". Alguns rumores dão conta que Balja continuou assumindo os vocais do grupo, uma vez que Marie-Anett não seria uma boa cantora.
Durante 12 meses, o grupo visitou os Estados Unidos três vezes, excursionou pelo sudeste asiático e por toda Europa. Seus shows eram puro entretenimento; Steve e Smooth T combinavam passos de dança com elementos das artes marciais, algo totalmente novo na época.

### 1995–1997:Fun-Tastice dissolução
Em setembro de 1995, o grupo lança "Celebration", o primeiro single do segundo álbum de estúdio, Fun-Tastic, lançado em novembro do mesmo ano. O álbum continha releituras dos principais hits do álbum de estreia e novos sucessos como "Celebration", "Do Wah Diddy"e "I Love You". A essa altura, o Fun Factory se tornou um dos mais populares grupos de dance music em toda a Europa, e algumas de suas canções figuraram nas paradas dos Estados Unidos e Canadá.
No final de 1996 eles lançaram um álbum de greatest hits, e logo após o lançamento Smooth T deixou o grupo, mais tarde seguido por Rod D. Em 1997 grupo original foi dissolvido.

### 1998–2000: Segunda formação eNext Generation
Em 1998, Rainer Kesselbauer remontou o Fun Factory com três novos membros: o suíço Al Walser, rapper e compositor que assumiu os vocais; o rapper norte-americano Tiger One aka T-roc; e cantora alemã Anett Möller. No mesmo ano, a nova formação lança o single "Party with Fun Factory", que fez sucesso na Alemanha, onde permaneceu no #1 durante cinco semanas consecutivas.
Em 1999, o grupo lança o terceiro álbum, Next Generation, que se difere do estilo da primeira formação, tendo a maioria de suas músicas com mais rap, reggae, ou pop. O álbum fez sucesso na Alemanha, onde vendeu mais de 100 mil cópias. A cantora Lian Ross contribuiu para a gravação do álbum em estúdio e é possível que ela tenha feito todos os vocais, com Anett sendo apenas interprete no palco.

### 2001–2003:ABC of Musice nova dissolução
Em 2001, o grupo grava o quarto álbum, ABC Of Love, lançado em 2002 só no Japão, onde alcançou um sucesso moderado. Então a nova formação decidiu cessar suas atividades musicais e o grupo foi dissolvido em 2003. Tiger One aka T-roc iniciou uma carreira solo, na Roménia.

### 2007–atualmente: Terceira formação
Em 2007, o produtor alemão Rekardo Heilig decide montar um novo Fun Factory e por todo ano procurou novos membros. Apenas em 2008 a nova formação foi apresentada: o rapper Douglas, os vocalistas Jasmine e Joel, e dançarina e coreógrafa Lea. A nova formação lança no mesmo ano seu primeiro single intitulado "Be Good To Me". Em junho a nova formação passou por mudanças: Lea e Joel foram substituídos pela vocalista e dançarina Jenna e o rapper e dançarino DGS.
Em 2009 fazem sua primeira apresentação no ZDF Fernsehgarten , onde eles divulgaram a canção inédita "Fiesta De Samba" . Desde então, eles excursionaram principalmente em torno da Alemanha, Polónia, Eslováquia e Roménia.
O segundo single da nova formação foi lançada em dezembro de 2009, "Shut Up!", que foi co-escrita por Toni Cottura .
Em 2012, toda nova formação do Fun Factory foi substituída Crash, Dominique, Ela e Lisa. Em 2013, Crash foi substituído pelo rapper norte-americano Wyll (ex-membro do Captain Hollywood Project). Em 2014, outra formação foi anunciada, com o rapper Wyll e três novos membros: Dgs e Diana, e a volta do rapper Douglas. Ainda em janeiro o grupo anuncio que em breve será lançado o novo single, intitulado "B' Bang Bang".
Em 2014, Smooth T. ,Balca, Steve, Ski
Voltou a formação original dos anos 90 em 2015 em diante exceto pelo rapper Rod D 

## Discografia
Álbuns de estúdio
- 1994 - NonStop! The Album
- 1995 - Fun-Tastic
- 1999 - Next Generation
- 2002 - ABC of Music

## Integrantes
Escalação atual: Douglas, DGS, Jasmin (2023–presente)
| Member | Member                                    | 1992 | 1993 | 1994 | 1995 | 1996 | 1997 |  | 2009 |  | 2013 | 2014 | 2015 | 2016 | 2017 | 2018 | 2019 | 2020 | 2021 |
| ------ | ----------------------------------------- | ---- | ---- | ---- | ---- | ---- | ---- |  | ---- |  | ---- | ---- | ---- | ---- | ---- | ---- | ---- | ---- | ---- |
|        | Balca Tözün (1992–1993, 2009, 2013–2021)  |      |      |      |      |      |      |  |      |  |      |      |      |      |      |      |      |      |      |
|        | Marie-Anett Mey (1993–1997)               |      |      |      |      |      |      |  |      |  |      |      |      |      |      |      |      |      |      |
|        | Toni Cottura (1992–1996, 2009, 2013–2021) |      |      |      |      |      |      |  |      |  |      |      |      |      |      |      |      |      |      |
|        | Stephan Browarczyk (1992–1997, 2013–2021) |      |      |      |      |      |      |  |      |  |      |      |      |      |      |      |      |      |      |
|        | Rodney Hardison (1992–1997)               |      |      |      |      |      |      |  |      |  |      |      |      |      |      |      |      |      |      |
|        | Anthony Freeman (2013–2021)               |      |      |      |      |      |      |  |      |  |      |      |      |      |      |      |      |      |      |

Dizia-se que Tözün havia deixado a banda em 1993 e foi substituído por Mey, no entanto, Tözün continuou a fornecer vocais sem créditos para todos os seus lançamentos posteriores até sua separação em 1997, com Mey servindo como visual, dublando e se apresentando com o grupo no palco.